# Здание городского комитета КП Казахстана (Кокшетау)
Здание городского комитета КП Казахстана (каз. Қазақстан Компартиясы қалалық комитетінің ғимараты) — здание, расположенное в самом историческом центре города Кокшетау Акмолинской области Казахстана. Находится по адресу улица Мухтара Ауэзова (в то время — ул. Советская), д. № 218, вдоль красной линии застройки улицы.
Здание музея является памятником истории местного значения и находится под защитой государства. Здание является одной из достопримечательностей города. 

## Основные сведения
В 1953 году двухэтажное кирпичное сооружение для горкомов партии и комсомола по улице Советской было построено. Лаконичное оформление фасада в классическом стиле отвечало тенденциям советской архитектуры середины XX века. Основу композиции фасадов составляют равномерные вертикальные членения пилястр с широкими капителями профилированными композицией узора на основе восточных мотивов. Оконные проемы прямоугольные простые на втором этаже и арочные заключенные в профилированные наличники с прямоугольными картушами в подоконной части на первом образуют регулярный ритм в чередовании с пилястрами. Портик входа небольшого выноса из сдвоеных квадратных в плане колонн, подчеркивает строгость образа здания. Фриз карниза углового объема оформлен мотивами рисунка капителей пилястр. Планировка здания коридорная с одно-и двухсторонним расположением рабочих помещений.
Здесь было предусмотрено все необходимое для размещения аппаратов горкома партии и горкома комсомола. Всего служебных помещений около тридцати.
На первом этаже располагались кабинеты городского комитета ВЛКСМ, а также парткабинет, читальный зал, книгохранилище, кабинеты отдела пропаганды и сектора учета горкома партии. На втором этаже находились кабинеты секретарей горкома партии, инструкторов, бухгалтерия, отдел кадров и зал заседаний на 100 человек. Кабинет первого секретаря горкома имел удобную связь с залом заседаний.

## История
Но уже в октябре 1954 года председатель исполнительного комитета Кокчетавского городского совета депутатов трудящихся Иван Ковалев в своей статье «Решительно ускорить строительные работы в городе» в газете «Сталинское знамя» за 10 октября 1954 года писал: «... В городе мало уделяется внимания качеству строительных работ. Только по этой причине в здании горкома партии уже нынче пришлось сделать капитальный ремонт, хотя не прошло и года, как оно сдано в эксплуатацию». Видимо, по этой же причине горком комсомола переехал позже, в 1955 году.
В 1988 году, опять же по улице Советской было построено новое, теперь уже четырехэтажное, здание для горкома партии (ныне здание Кокшетауского городского акимата).

## Использование
С конца 80-х до 1998 года здесь находилось музыкальное училище.

## Близкорасположенные к зданию достопримечательности Кокшетау
- Акмолинский областной историческо-краеведческий музей
- Торговый ряд купца У. И. Короткова
- Центральная площадь
- Городской парк культуры и отдыха
- Дом жилой и магазин купца А. В. Соколова